# North Kingstown
North Kingstown è una città degli Stati Uniti d'America, nella Contea di Washington, nello Stato del Rhode Island.
La popolazione era di 26.326 abitanti nel censimento del 2000.